# Ом (фильм)
Ом (канн. ಓಂ)— индийский художественный фильм на каннада в жанре криминальной драмы, премьера которого в Индии состоялась 19 мая 1995 года.

## Сюжет
Фильм начинается с того, что репортёр решает написать статью о главах преступного мира и причинах, по которым люди попадают в него и становятся гангстерами. Сюжет фильма разворачивается вокруг главного героя Сатьи, сына священника, который стал преступником ради возлюбленной. Позднее та же самая любовь помогает ему вновь стать цивилизованным человеком. В колледже он влюбился в однокурсницу Мадху, но после кровавой бойни в кампусе его подставили в убийстве, а его семья отвергала его из-за преступной деятельности.

## В ролях
- Шива Раджкумар — Сатьямурти, он же Сатья
- Према — Мадхури, журналистка
- Шришанти — Шаши
- Г. В. Шивананд — Нарасимха, отец Мадху
- Упасане Ситарам — Шриканта Шастри, отец Сатьи
- Хоннавалли Кришна[англ.] — фотограф, коллега Мадху
- Садху Кокила[англ.] — Шанкар, однокурсник Сатьи
- В. Манохар[англ.] — Ченнакешава, главный редактор
- Ванишри[англ.] — Суджата, сестра Сатьи

## Производство
Упендра, учась в колледже в конце 80-х, он написал часть его истории. Его друг Пурушоттам, принёс ему письмо, написанное кем-то, что привлекло его внимание. Черпая вдохновение из этого, он составил первую часть истории, которую он впоследствии разработал, хотя и не полностью. Он также рассказал, что всегда хотел снять фильм о преступниках и мафии, основано на реальных событиях Он сказал, что "разочарован", узнав, что сценарий фильма 1989 года Siva (1989 Telugu film) с той же сюжетной линией, что он написал. Он начал писать диалоги и тексты песен для Сандалвуда в то время и в начале 1990-х он снял два фильма Tharle Nan Maga и Shhh! (film). Наряду с этим он разработал сюжетную линию и написал сценарий с сюжетом, состоящим из флэшбеков, которые, по его словам, «приняли другую форму» в конце.
Рабочее название фильма был Satya, режиссёр хотел чтобы главную роль исполнил Кумар Говинд, который играл ранее в его фильме Shhh!, но вместо него выбрали Шиву Раджкумара, который на тот момент был популярен, также решил взять на роль его отца Хоннавалли Кришну, и убедил его рассказать об этом отцу Шивы Раджкумару. Кришна сказал С. П. Варадаппа, его брату, чтобы режиссёр посетил их дом в Бангалоре. Под впечатлением от истории, рассказанной им в течение десяти минут, в которой использовались газетные вырезки нефтяной мафии, чтобы проработать эту тему, он согласился, чтобы Шива сыграл главную роль в этом фильме. Раджкумар согласился продюсировать фильм передал сумму 50 000 рупий в тот же день. Многие актрисы претендовали на главную женскую роль, включая популярную в то время Джухи Чавлу, которая имела на счету несколько фильмов на каннада, но Раджкумар утвердил Прему, актрису новичка, которая играла с Шивой ранее в фильме Savyasachi (1995 film) того же года
Съёмки состоялись 7 декабря 1994 года в Бангалоре

## Саундтрек
Слова и музыка всех песен — написаны Хамсалекхой.
| №                   | Название                | Исполнители                 | Длительность |
| ------------------- | ----------------------- | --------------------------- | ------------ |
| 1.                  | «Hey Dinakara»          | Раджкумар                   | 5:08         |
| 2.                  | «College Kumaru»        | Мано                        | 5:07         |
| 3.                  | «Mehabooba»             | Мано                        | 4:58         |
| 4.                  | «O Gulaabiye»           | Раджкумар, Ратнамала Пракаш | 4:58         |
| 5.                  | «Amruthavanthe Premada» | Мано                        | 4:17         |
| Общая длительность: | Общая длительность:     | Общая длительность:         | 24:28        |

Две песни «Hey Dinakara» и «O Gullabiye» в исполнении Раджкумара стали популярными в местных хит-парадах.
Музыку большей части песен с новыми словами Хамсалекха использовал в телугуязычном ремейке фильма.

## Релиз
Бюджет фильма составлял около 70 лакх, что стало самым дорогим фильмом для компании Poornima Enterprises в то время, втакже в периоде пре-релиза составлял 2 крора. Фильм имел коммерческий успех. Этот фильм стал культовым в Сандалвуде, преданный поклонник, следующий среди аудитории благодаря его переизданию каждые две недели. Фильм занесён в книгу рекордов Limca, за неоднократного пере-релиз фильма более 550 недель. Фильм  показывали в кинотеатре Kapali, 30 раз, установив рекорд
Фильм был показан 550 раз в 400 кинотеатрах по всему штату Карнатака. 12 марта 2015 года был пере-запущен с помощью цифровых копий, а также в звуковом формате DTS впервые в 100 кинотеатрах.

## Наследие
Поскольку фильм стал культовым в Индии, он также ввел в моду тренд на фильмы о гангстерах. До этого момента существовало всего несколько фильмов показывающих изнанку преступного мира, включая «Главаря мафии» 1978 года, поскольку этот жанр в то время не был популярным.
После роли Сатьи, Шива Раджкумар сыграл похожих персонажей в нескольких других фильмах, включая Jogi и Hatrick Hodi Maga. С. Муралимохан, работавший ассистентом режиссёра в этом фильме, позже снял фильм с похожим сюжетом.
Сам «Ом» был переснят дважды. В 1996 году вышла версия на телугу под названием Omkaram, с теми же режиссёром и композитором, но главную роль сыграл Раджашекар, а Према повторила роль. Этот ремейк не смог повторить успех оригинала в кассовых сборах. Версия фильма на хинди под названием «Любовь превыше всего», в которой главную роль сыграл Санни Деол, а его возлюбленную — Джухи Чавла, ранее претендовавшая на главную женскую роль в оригинале, была раскритикована зрителями за слабую сюжетную линию.
Фильм Рам Гопала Вармы «Предательство» имеет многие сходства с «Омом», включая  факт, что оба имели дело с преступными мирами, а главного героя в обоих фильмах зовут Сатья. Также идея фильма частично использована в «Миллионер из трущоб» Дэнни Бойла наряду со «Стеной»  1975 года и «Расплатой за всё» 2002 года.